# Kallerupbanen
Kallerupbanen ligger Kallerup i Høje-Taastrup Kommune. Banen er Danmarks ældste hundevæddeløbsbane. Den blev bygget i 1968. Der afholdes hvert år 10-12 løb fra april til november. Der afvikles væddeløb med greyhound og whippet. Der er gratis entre til alle løb.
Der kan spilles på hundene i banens totalisator og købes mad og drikke i Mosebaren.

## Omkring på Kallerupbanen
Beatpoeten Claus Høxbroe udgav i 2019 digtsamlingen ”Omkring på Kallerupbanen” En illustreret digtsamling, der inviterer læseren med ind i et glemt stykke historie, Danmarks ældste hundevæddeløbsbane Kallerupbanen.
Digtsamlingen består af en række digte og tegninger der blev lavet ved at besøge væddeløbsbanen.

## Filmen Storm
Familiefilmen Storm fra 2009 er optaget på Kallerupbanen.